# Шарльбурж
Шарльбурж (фр. Charlesbourg) — один з 6 районів міста Квебек, Канада.
Територія району розділена на шість частин (кварталів), лише дві з яких мають офіційні назви: Notre-Dame-des-Laurentides і Des Jesuites. Шарльбурж  також поділений на п’ять виборчих округів для муніципальних виборів. Квартали та округи для муніципальних виборів не відповідають один одному, на відміну від інших районів міста Квебек, таких як Бопорт (фр. Beauport).